# Parafia Świętych Apostołów Piotra i Pawła w Bulimbie
Parafia Świętych Apostołów Piotra i Pawła w Bulimbie – parafia rzymskokatolicka, należąca do archidiecezji Brisbane.
Przy parafii funkcjonują dwie szkoły katolickie: Szkoła Podstawowa Świętych Apostołów Piotra i Pawła, oraz Lourdes Hill College.